# Discoverer 39
Discoverer 39 – amerykański satelita rozpoznawczy. Stanowił część tajnego programu CORONA. Jego głównym zadaniem było wykonywanie wywiadowczych zdjęć Ziemi. Misja przebiegła pomyślnie, tj. odzyskano kapsułę powrotną z negatywami.

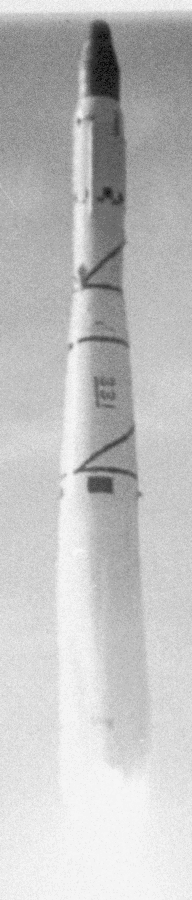
Start rakiety Thor Agena B z satelitą Discoverer 39

Pomyślnie wystrzelone misje Keyhole-4 zużyły razem 108 402 metry taśmy filmowej, na których wykonały 101 743 fotografii.

## Ładunek
- Dwa aparaty fotograficzne typu Mural o ogniskowej długości 61 cm, rozdzielczości przy Ziemi około 7,6 m
- Kamera widoku ogólnego o ogniskowej długości 38 mm, rozdzielczość przy Ziemi około 162 m, obejmująca obszar około 308×308 km
- Pomiar promieniowania kosmicznego za pomocą emulsji czułych na promieniowanie jądrowe
- Pomiary albedo neutronów
- Radiometr skanujący (masa 1,68 kg)

Radiometr skanujący był zdolny do mierzenia emisji termicznej Ziemi i promieniowania słonecznego odbitego od powierzchni Ziemi. Radiometr składał się z m.in.: układu optycznego i filtrów umieszczonych w wieżyczce; dwóch bolometrów (razem 175 detektorów PbS): czułego na promieniowanie termiczne, 3,5 - 30 μm, i czułego na światło widzialne i bliską podczerwień, 0,2 - 4,5 μm); systemu telemetrii. Każdy detektor miał pole widzenia około 5°. Taki sam przyrząd poleciał na satelitach MIDAS 3, MIDAS 4 i MIDAS 5, z takim wyjątkiem, że ten wyposażony był w obrotowe zwierciadło pozwalające skanować Ziemię od horyzontu do horyzontu; wyprodukowany przez Baird-Atomic Inc.
- Analizator przepływu jonów (Retarding Potential Analyzer)
- Eksperyment pomiaru przestrzennych i czasowych zmian gęstości elektronów